# Russerpose
En russerpose er en hjemmelavet pose/taske, som bruges til tyveri, typisk fra butikker, biblioteker og andre steder, hvor der anvendes detektorer for at forhindre tyveri. Russerposen kan være en almindelig indkøbspose, rygsæk, beklædningsgenstand med lomme, eller anden uanselig beholder, hvis inderside er beklædt med et specielt materiale, typisk flere lag aluminiumsfolie.
Varerne (tyvekosterne) placeres inde i russerposen (reelt et faradays bur). Et elektronisk sikkerhedselement inde i posen kan ikke påvises af detektorantennerne i sikkerhedspanelerne ved butikkens udgang, og tyven kan således gå ud af butikken uden at sætte alarmen i gang.
Russerposer har været brugt af professionelle butikstyve i flere år. Ved hjælp af dem kan en butikstyv stjæle mange emner med meget lille risiko for at blive opdaget.

## Ekstern henvisning
- Til angreb mod russerposen – Nationalt | www.b.dk